# Lalaklu
Lalaklu – wieś w Iranie, w ostanie Azerbejdżan Zachodni, w szahrestanie Mijandoab. W 2006 roku liczyła 1397 mieszkańców.